# Marisa Zuriel
Marisa Zuriel (Buenos Aires, 19 de agosto de 1982) es una ajedrecista argentina que ostenta el título de Maestro Internacional Femenino (WFM).

## Carrera
Ganó la edición 2005 y 2012 del campeonato argentino de ajedrez femenino.
También ganó el Campeonato Continental Americano de Ajedrez Femenino 2007 en Potrero de los Funes, provincia de San Luis tras un partido de desempate, que terminó con un juego de armageddon, con Sarai Sánchez Castillo.
Participó en tres ocasiones en el Campeonato Mundial Femenino de Ajedrez en 2008, 2010 y 2015.
Es una de las jugadoras argentinas con mayor presencia en las olimpiadas de ajedrez totalizando nueve participaciones. 